# José Solchaga
José Solchaga Zala (Muniáin de la Solana, Navarra, 8 de octubre de 1881 - San Sebastián, Guipúzcoa, 26 de septiembre de 1953) fue un militar español del bando sublevado que participó en la Guerra Civil.

## Biografía
De familia militar, católica y carlista, ingresó en la Academia de Infantería de Toledo en 1896 con quince años de edad y se graduó en 1899. Era primo del también militar José Iruretagoyena Solchaga, y a ambos les uniría un estrecho contacto. Fue destinado como capitán a la guerra de Marruecos, participando en las operaciones militares de Melilla, Larache y Tetuán, lo que llevó a su ascenso por méritos de guerra a comandante. Estuvo en el Marruecos español hasta 1914. En 1920 ascendió a teniente coronel y fue destinado a San Sebastián. Siendo coronel, en 1921, fue destinado a Pamplona. 
Durante la Revolución de 1934 mandó una de las tres columnas que participaron en la toma de Asturias. 
Posteriormente en su destino de Pamplona tomó parte en la Sublevación militar de julio de 1936 a las órdenes del general Mola. Mandó una de las columnas que operaron en Guipúzcoa con la ocupación de Irún, San Sebastián y gran parte de la provincia. Fue nombrado jefe de las Brigadas de Navarra en la primavera de 1937. Ascendido a general se le encomendó la defensa de Jaca. En 1938, al mando del Cuerpo de ejército de Navarra, participó en la ocupación del valle de Arán y en campañas de Cataluña, conquistando Tarragona y Barcelona y persiguiendo al maltrecho ejército republicano hasta Port Bou. Terminó la guerra con el grado de general de división. 
En septiembre de 1943, siendo teniente general, fue uno de los firmantes de la petición de restauración monárquica dirigida a Francisco Franco. Posteriormente fue capitán general de la VII Región Militar (sede en Valladolid) y en 1945 de la IV Región Militar (sede en Barcelona). Cuatro años después pasó a la reserva hasta su muerte en 1953.